# Ille
Ille var en svensk adelsätt utgrenad ur Sune Sunessons ätt, en medeltida ätt, som inte själv gick undee namnet Ille men som gav ursprung till andra ätter med samma vapen och detta namn. 
Ättens vapen var en högervänd, behandskad hand, och ledde sitt ursprung till Sune Sunason till Heinlaks i Tenala socken i Finland. Sune Sunason var domhavande i Vemo härad, var riksråd 1435 och lagman i Norra Finland 1437–1446.
Ätten utslocknade på svärdssidan med Gustaf Ille till Prästkulla, död 1670, och på spinnsidan med Sofia Giös, död 1697.